# Jean-Paul Denanot
Jean-Paul Denanot, né le 24 avril 1944 à Boisseuil, dans la Haute-Vienne, est un homme politique français, membre du Parti socialiste (PS).

## Carrière professionnelle
Titulaire d'une licence de physique et d'une maîtrise de chimie, agrégé, il est professeur de sciences physiques pendant de nombreuses années, occupe les fonctions de conseiller en formation continue, puis de délégué académique à la formation continue, avant de se consacrer ensuite exclusivement à ses mandats et à son engagement politique.

## Carrière politique

### Au niveau local
Membre du Parti socialiste (PS), il est considéré comme un « partisan » de François Hollande, député-maire de Tulle. Il a notamment été maire de Feytiat de 1992 à 2004, date à laquelle il a démissionné de sa fonction pour prendre la tête du conseil régional du Limousin, poste qu'il occupe jusqu'en septembre 2014. Il a brièvement été député européen de 2008 à 2009, succédant à Bernadette Bourzai, alors élue sénatrice de Corrèze.
Il devient, en août 2008, à Roanne, le président du Groupement d'intérêt public interrégional du Massif central, chargé du développement du Massif central.
Le 6 mai 2012 à Tulle, lors du premier discours du nouveau président élu François Hollande, il met en valeur ses qualités d'accordéoniste.
Il est également nommé depuis mai 2014, président du conseil d'administration du CHU de Limoges.
Il est membre du comité politique de la campagne de Vincent Peillon pour la primaire citoyenne de 2017.

### Conseil régional
Jean-Paul Denanot est élu pour la première fois au sein du Conseil régional du Limousin en 1998, sur la liste de Robert Savy. En 2004, à l'issue des élections de mars, il succède à ce dernier à la tête de l'exécutif régional.
Menant une liste d'union de différents partis de gauche (PS, ADS, MRC, PRG, Mouvement écologiste Limousin aux élections régionales de 2010 dans le Limousin, Jean-Paul Denanot doit néanmoins faire face à deux listes comportant des élus issus de sa majorité : une liste Europe Écologie, conforme aux volontés de la direction nationale des Verts, et une liste Front de gauche-NPA. Si la fusion au second tour se fait sans encombre avec les écologistes, elle n'est pas effective avec l'autre liste, en raison de divergences sur la présence d'un candidat NPA sur la liste d'union du second tour en Haute-Vienne. La liste portée par Jean-Paul Denanot l'emportant au second tour, ce dernier est reconduit à la tête du conseil régional.

### Parlement européen
À la suite de l'élection de Bernadette Bourzai au Sénat, le 21 septembre 2008, Jean-Paul Denanot, qui la suivait sur la liste socialiste des élections européennes de 2004, devient député européen, tout en gardant son siège de président du conseil régional. Il renonce cependant à ses fonctions d'adjoint au maire de Feytiat et vice-président de la Communauté d'agglomération Limoges Métropole.
Pressenti pour occuper la tête de liste du PS dans la circonscription Centre-Massif central pour les élections européennes de 2009, la direction nationale du parti lui préfère finalement le fabiusien Henri Weber, au nom du cumul des mandats. Il appelle les militants à ne pas valider la liste le 12 mars, un vœu qui est écouté puisque 80 % des militants limousins rejettent cette liste, faisant pencher de 300 voix la balance en défaveur d'Henri Weber. Dès le lendemain, il demande la tenue d'« un nouveau vote militant ». Cependant, cette demande n'est pas écoutée, et la direction du parti choisit pour respecter le signal envoyé par le Limousin de placer Laurent Lafaye, premier secrétaire fédéral de la Haute-Vienne, en troisième place.
Il a été désigné tête de liste du PS pour les élections européennes de 2014 dans la circonscription Massif central-Centre. Arrivant en troisième position derrière les listes du Front national et de l'UMP, il redevient eurodéputé,.
Il annonce en mars 2018 sa démission prochaine, effective au 11 juin 2018, signifiant son retrait de la vie politique,.

### Mandats
- 1977-1983 : adjoint au maire de Feytiat (Haute-Vienne)
- 1983-1991 : adjoint au maire de Feytiat (Haute-Vienne)
- 1991-1992 : adjoint au maire de Feytiat (Haute-Vienne)
- 1992-1995 : maire de Feytiat (Haute-Vienne)
- 1995-2001 : maire de Feytiat (Haute-Vienne)
- 1998-2000 : membre du conseil régional du Limousin
- 2000-2004 : vice-président du conseil régional du Limousin, chargé de l'agriculture
- 2001-2004 : maire de Feytiat (Haute-Vienne)
- 2004-2008 : adjoint au maire de Feytiat, Haute-Vienne
- 2008-2009 : député européen
- 2004-2014 : président du conseil régional du Limousin
- 2014-2018 : député européen

## Décorations
- Chevalier de la Légion d'honneur Il est fait chevalier le 12 juillet 2013[14].